# Castello di Fyvie
Il castello di Fyvie è un castello nel villaggio di Fyvie, nei pressi di Turriff, nell'Aberdeenshire, in Scozia.
Le prime parti del castello di Fyvie risalgono al XIII secolo, alcune fonti sostengono che fu costruito nel 1211 da Guglielmo il Leone. Fyvie fu sede della corte di Robert Bruce e Carlo I visse lì da bambino. Dopo la battaglia di Otterburn, nel 1390, cessò di essere una fortezza reale e cadde in possesso di cinque famiglie - Preston, Meldrum, Seton, Gordon e Leith - ciascuna delle quali ha aggiunto una nuova torre al castello. La più antica di queste, la torre di Preston, fu costruita tra il 1390 e il 1433. L'imponente torre di Seton costituisce l'ingresso del castello e fu eretta nel 1599 da Alexander Seton, che commissionò anche la grande scalinata processionale diversi anni dopo; seguono la torre di Gordon del 1777 e la torre di Leith del 1890.
Si dice che il castello sia perseguitato. Si racconta che nel 1920, durante i lavori di ristrutturazione, lo scheletro di una donna sia stato scoperto dietro a un muro di una camera da letto. I resti furono sepolti nel cimitero di Fyvie e successivamente nel castello iniziarono a manifestarsi strani rumori e avvenimenti inspiegabili. Temendo di aver offeso la donna morta, il Laird del castello fece riesumare lo scheletro e lo rimise dove lo avevano scoperto, a questo punto ciò che si era manifestato cessò. Si dice che esista una stanza segreta nell'angolo sud-ovest del castello che deve rimanere sigillata (Non è chiaro se questo sia lo stesso locale in cui è stato trovato lo scheletro). Ci sono anche una macchia di sangue indelebile, due fantasmi e due maledizioni associati a questo posto.
Negli ultimi anni, il parco del castello ospita l'annuale Fyvie live festival di musica nel mese di agosto. Un altro evento annuale è stato i 5000 metri piani, svolti intorno al giardino e adiacente lago, tenutasi nel mese di aprile, tuttavia entrambi gli eventi sono stati sospesi nel 2013.
Oggi il castello è aperto ai turisti durante i mesi estivi.